# دين سيلفستر
دين سيلفستر (بالإنجليزية: Dean Sylvester)‏ هو لاعب هوكي الجليد أمريكي، ولد في 30 ديسمبر 1972 في ويماوث في الولايات المتحدة.

## وصلات خارجية
- دين سيلفستر على موقع دوري الهوكي الوطني (الإنجليزية)
- دين سيلفستر على موقع قاعة مشاهير الهوكي (لاعب أن.إتش.أل) (الإنجليزية)
- دين سيلفستر على موقع EliteProspects.com (الإنجليزية)
- دين سيلفستر على موقع HockeyDB.com (الإنجليزية)
- دين سيلفستر على موقع Hockey-Reference.com (الإنجليزية)